# Marc Houtzager
Marc Houtzager, född den 9 januari 1971 i Hoogeveen i Nederländerna, är en nederländsk ryttare.
Han tog OS-silver i lagtävlingen i hoppning i samband med de olympiska ridsporttävlingarna 2012 i London.